# Manfred Hinze

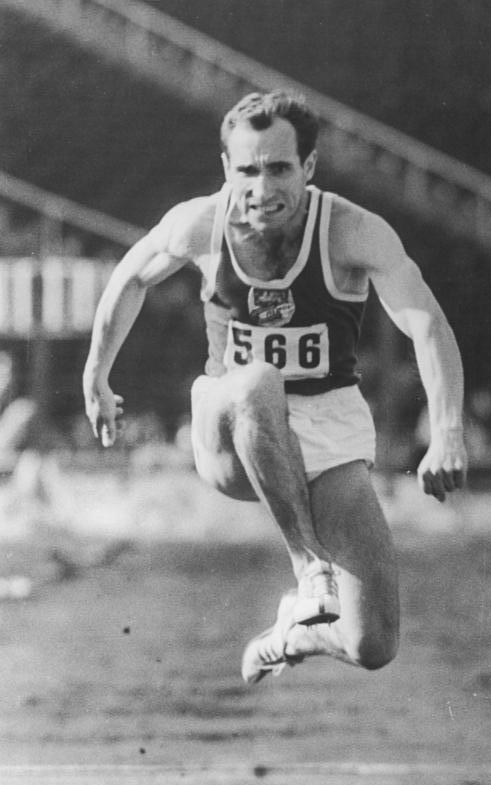
Manfred Hinze wird 1960 Zweiter bei den DDR-Meisterschaften im Dreisprung

Manfred Hinze (* 8. Januar 1933 in Greifenhagen, damals Deutsches Reich) ist ein ehemaliger Leichtathlet, der für die Deutsche Demokratische Republik (DDR) antrat. Bei den Olympischen Spielen 1964 belegte er den sechsten Platz im Dreisprung. Hinze war 1959 der erste deutsche Dreispringer, der über 16 Meter sprang.
Manfred Hinze begann als Sprinter, 1955 belegte er bei den DDR-Meisterschaften im 200-Meter-Lauf den zweiten Platz hinter Horst Schulz, 1956 belegte er den dritten Platz. 1958 trat Hinze bei den DDR-Meisterschaften erstmals im Dreisprung an und wurde auf Anhieb Dritter. Bei den Europameisterschaften 1958 in Stockholm qualifizierte sich Hinze mit 15,08 m, schied aber dann im Vorkampf mit 14,26 m aus. 1959 gewann Hinze mit 16,04 m seinen ersten DDR-Meistertitel, er verbesserte damit den DDR-Rekord um 52 Zentimeter und den gesamtdeutschen Rekord um 45 Zentimeter, erst 1963 wurde sein Rekord von Hans-Jürgen Rückborn übertroffen. 1960 unterlag er bei den DDR-Meisterschaften Karl Thierfelder. Bei den Olympischen Spielen 1960 in Rom sprang er im Vorkampf 15,93 m und schied damit als Siebter aus, erst ab 1968 erreichten die besten Acht des Vorkampfs die letzten drei Versuche.
1961 gewann Hans-Jürgen Rückborn die DDR-Meisterschaft vor Hinze, 1962 siegte dann wieder Hinze. Bei den Europameisterschaften 1962 in Belgrad war Hinze in der Qualifikation mit 15,79 m drittbester Springer, im Vorkampf kam er überhaupt nicht mit dem Anlauf zurecht und schied mit 13,67 m als Zwölfter aus. 1963 belegte er bei den DDR-Meisterschaften den zweiten Platz hinter Rückborn, 1964 wurde er Dritter. Meister wurde Klaus Neumann, der Hinze schon im Winter zuvor bei den ersten DDR-Hallenmeisterschaften geschlagen hatte. Bei der Qualifikation für die gesamtdeutsche Mannschaft für die Olympischen Spiele in Tokio konnte sich Neumann aber nicht durchsetzen, neben den erfahrenen Rückborn und Hinze hatte sich überraschend Günter Krivec, der junge westdeutsche Vizemeister, ins Olympiateam gesprungen. Den Vorkampf in Tokio erreichten Rückborn und Hinze, der in der Qualifikation 16,23 m gesprungen war. Im Finale sprang Hinze 16,15 m und belegte damit den sechsten Platz, Rückborn wurde Achter. 
Bei den Hallenmeisterschaften 1965 sprang Hinze 15,95 m und gewann den Titel vor Rückborn und Neumann. Es folgten noch dritte Plätze bei den DDR-Meisterschaften 1965 und den Hallenmeisterschaften 1966. Mit einem fünften Platz bei den DDR-Meisterschaften 1966 endete Hinzes sportliche Laufbahn.
Manfred Hinze trat ab 1956 für den SC Empor Rostock an, vorher war er bei Wiss. Greifswald. Bei einer Körpergröße von 1,72 m betrug sein Wettkampfgewicht 70 kg. Hinze hatte zuerst Sportlehrer gelernt, schloss dann aber noch ein Medizinstudium an. Ab 1964 ist er in den Ergebnislisten als Dr. Hinze verzeichnet.

## Bestleistungen
- 100-Meter-Lauf: 10,6 s 1958
- 200-Meter-Lauf: 21,5 s 1955
- Dreisprung: 16,25 m 1964